# Далеківська сільська рада (Білорусь)
55°28′41″ пн. ш. 26°52′1″ сх. д. / 55.47806° пн. ш. 26.86694° сх. д.
Далеківська сільська рада (біл. Далёкаўскі сельсавет) — адміністративно-територіальна одиниця у складі Браславського району, Вітебської області Білорусі. Адміністративний центр сільської ради — агромістечко Далекі.

## Розташування
Далеківська сільська рада розташована у північно-західній частині Білорусі, на крайньому заході Вітебської області, на південний захід від районного центру Браслав.
Територією сільради із півночі на південь протікає річка Дрисвята (44 км) — ліва притока Дісни (басейн Західної Двіни). Найбільше озеро на території сільради — Богінське (13,23 км²).

## Історія
Сільська рада була створена 12 жовтня 1940 року у складі Відзовского району, Вілейської області (з 20 вересня 1944 року — Полоцької, а з 8 січня 1954 року — Молодечненської областей).
20 січня 1960 Відзовский район було ліквідовано, а сільська рада приєднана до Браславського району у складі Вітебської області.

## Склад сільської ради
До складу Далеківської сільської ради входять 32 населених пункти:
| - Далекі — агромістечко. - Аксютово — село. - Альбеновка — хутір. - Артемовичі — село. - Бальтішки — село. - Богданово — село. - Богдюни — село. - Богіно — агромістечко. - Браславська Лука — хутір. - Вєрки — село. - Гайдуковщина — село. | - Даржелі — хутір. - Дундовщина — село. - Ейвідовичі — село. - Жирнелішки — село. - Ісаї — село. - Ковшенки — село. - Лусковщина — село. - Матеши — село. - Мілашки — село. - Нова Лука — село. - Новодворище — село. | - Сіповичі — село. - Ставрово — село. - Сташелішки — село. - Стукани — село. - Товщина — село. - Устє — село. - Утінки — село. - Хвости — село. - Черниця — село. - Юрши — хутір. |